# Монтгомери (округ, Кентукки)
Монтго́мери (англ. Montgomery County) — округ в США, штате Кентукки. По состоянию на 2010 год, численность населения составляла 26 499 человек. Получил своё название по имени ирландского военного и политического деятеля Ричардa Монтгомери.

## География
По данным Бюро переписи США, общая площадь округа равняется 515 км², из которых 514 км² суша и 1 км² или 0,11 % это водоёмы.

### Соседние округа
- Бурбон (Кентукки) — северо-запад
- Бат (Кентукки) — северо-восток
- Менифи (Кентукки) — юго-восток
- Пауэлл (Кентукки) — юг
- Кларк (Кентукки) — запад

## Демография
По данным переписи населения 2000 года в округе проживает 22 554 жителей в составе 8 902 домашних хозяйств и 6 436 семей. Плотность населения составляет 44 человек на км². На территории округа насчитывается 9 682 жилых строений, при плотности застройки 19 строений на км². Расовый состав населения: белые — 95,07 %, афроамериканцы — 3,48 %, коренные американцы (индейцы) — 0,15 %, азиаты — 0,11 %, гавайцы — 0,03 %, представители других рас — 0,35 %, представители двух или более рас — 0,82 %. Испаноязычные составляли 1,15 % населения.
В составе 33,60 % из общего числа домашних хозяйств проживают дети в возрасте до 18 лет, 57,70 % домашних хозяйств представляют собой супружеские пары проживающие вместе, 11,20 % домашних хозяйств представляют собой одиноких женщин без супруга, 27,70 % домашних хозяйств не имеют отношения к семьям, 23,90 % домашних хозяйств состоят из одного человека, 10,50 % домашних хозяйств состоят из престарелых (65 лет и старше), проживающих в одиночестве. Средний размер домашних хозяйств составляет 2,49 человека, и средний размер семьи 2,93 человека.
Возрастной состав округа: 24,90 % моложе 18 лет, 8,70 % от 18 до 24, 30,20 % от 25 до 44, 23,40 % от 45 до 64 и 12,90 % от 65 и старше. Средний возраст жителя округа 36 лет. На каждые 100 женщин приходится 94,60 мужчин. На каждые 100 женщин старше 18 лет приходится 91,00 мужчин.
Средний доход на домохозяйство в округе составлял 31 746 USD, на семью — 36 939 USD. Среднестатистический заработок мужчины был 31 428 USD против 20 941 USD для женщины. Доход на душу населения составлял 16 701 USD. Около 12,50% семей и 15,20% общего населения находились ниже черты бедности, в том числе — 18,10% молодёжи (тех кому ещё не исполнилось 18 лет) и 17,30% тех кому было уже больше 65 лет.